# Echidna unicolor
Echidna unicolor és una espècie de peix de la família dels murènids i de l'ordre dels anguil·liformes.

## Morfologia
Els mascles poden assolir els 40 cm de longitud total.

## Distribució geogràfica
Es troba des de l'Àfrica oriental fins a les Illes de la Línia, les Illes Marqueses, les Illes de la Societat i les Illes Marshall.